# Sanche de Majorque
Sanche Ier (en catalan Sanç I), né au XIIIe siècle à Montpellier et mort le 4 septembre 1324 à Formiguères, roi de Majorque, comte de Roussillon et de Cerdagne, seigneur de Montpellier, est un souverain catalan du XIVe siècle.

## Biographie
Deuxième fils du roi Jacques II de Majorque et d'Esclarmonde de Foix, l'infant Sanche est enlevé en 1285 avec ses frères Jacques, Philippe et Ferdinand par son oncle le roi Pierre III d'Aragon, alors en conflit avec leur père. Retenu au château de Torroella de Montgrí, il n'est libéré qu'en 1295, au moment de la paix d'Anagni. Son père l'envoie alors à Paris en compagnie de son aîné l'infant Jacques. Ce dernier renonce à la couronne pour devenir franciscain en 1299. Sanche devient alors l'héritier du trône de Majorque.
En 1302[réf. nécessaire], il épouse à Collioure Marie d'Anjou, la fille du roi de Naples Charles II. Ce mariage vient renforcer la paix récente conclue entre les maisons d’Anjou et de Barcelone.
À la mort de son père Jacques II en 1311, Sanche accède au trône. Il poursuit une politique d'apaisement avec ses deux puissants voisins, le roi de France Philippe le Bel et le roi d'Aragon Jacques II.
À partir des années 1315, l'absence de descendance de Sanche influe sur la politique régionale. Son cousin, le roi Jacques II d'Aragon, réclame la succession de Majorque, dans le but de compléter sa maîtrise de la Méditerranée occidentale. Sanche préfère quant à lui remettre sa couronne à son neveu Jacques, fils de l'infant Ferdinand de Majorque. Cette succession est reconnue par le roi d'Aragon en échange du support majorquin à la conquête du royaume de Sardaigne du début des années 1320.

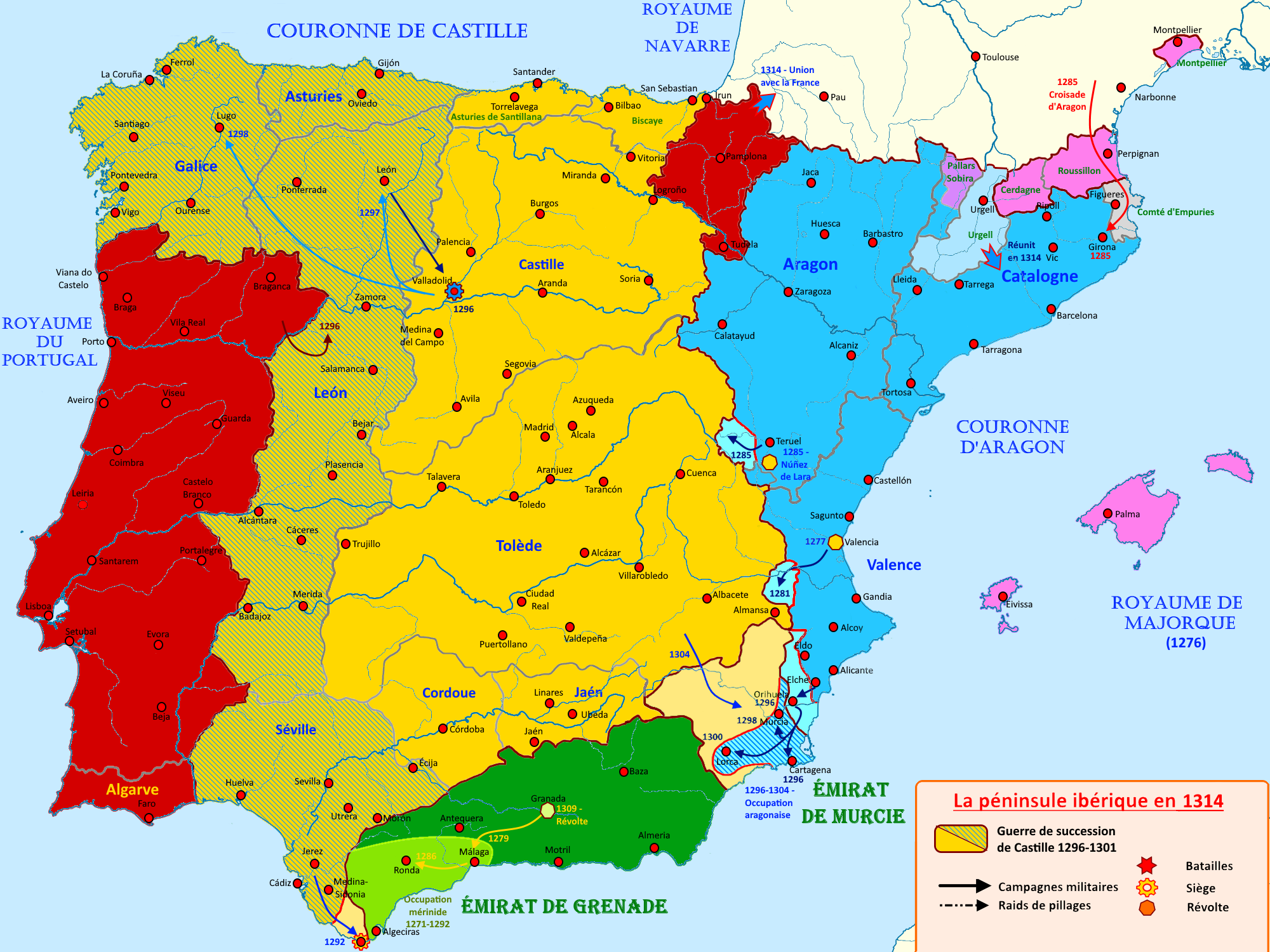
Le royaume de Majorque en 1314.

Sur le plan de la politique intérieure, Sanche profite de la dissolution de l'ordre des Templiers pour accroître ses possessions - les Templiers du royaume de Majorque sont néanmoins reconnus innocents et finissent leur vie paisiblement. Il tente également de museler l'aristocratie du Roussillon, qui a pris les armes contre son père lors de la croisade d'Aragon de 1285. Le vicomte de Castelnou Jaspert V passe ainsi la plus grande partie de son principat en dehors de ses domaines. En revanche, d'autres lignages de l'aristocratie, restés fidèles aux souverains de Majorque, bénéficient d'une fulgurante ascension. Ainsi Pierre VI de Fenouillet est créé vicomte d'Ille en 1314.
À la mort de Sanche le 4 septembre 1324 dans sa résidence d'été à Formiguères, son neveu et héritier, Jacques, est encore un enfant. Il est donc remis à la garde d'un conseil de nobles et soumis à l'autorité d'un tuteur, l'infant Philippe plus jeune frère de Sanche devenu ecclésiastique. La nomination de l'infant Philippe comme tuteur déclenche une agitation de l'aristocratie locale. Le comte de Foix, cousin germain de Sanche, tente de prendre sa place, soutenu par une partie des anciens conseillers de Sanche. Cette situation confuse n'est résolue qu'à la fin des années 1320, lorsque Jacques III accède à la majorité.